# MT 77
MT 77 – samochód wyścigowy zaprojektowany i skonstruowany przez Ulliego Melkusa i Hartmuta Thaßlera według przepisów Formuły Easter.

## Historia
Oznaczenie pochodzi od inicjałów projektantów oraz roku budowy (1977). Prototyp został wykonany przez Melkusa w Dreźnie.
Samochód był napędzany przez silnik Łada o pojemności 1,3 litra. Jednakże w klasie LK I jednostka ta mogła być poddana szerokim modyfikacjom. Z tego powodu zmieniano tłoki, zawory czy korbowody, a w Pucharze Pokoju i Przyjaźni stosowano podwójny gaźnik Webera. Od 1986 roku kierowcy używali jednostek 1,6 litra. Moc jednostki różniła się w zależności od specyfikacji: w LK II wynosiła 90 KM, w LK I – 130 KM, natomiast moc 1,6-litrowego silnika wynosiła 150 KM. Prędkość maksymalna samochodu mogła wynosić do 270 km/h. Cały pojazd ważył około 420 kg.
Nadwozie zostało zoptymalizowane w tunelu aerodynamicznym w Dreźnie. W sekcjach bocznych znajdowały się aluminiowe chłodnice wody produkcji Škody. Nadwozie typu beszwowa rama rurowa było odporne na skręcanie, co poprawiło prowadzenie pojazdu. Silnik znajdował się bezpośrednio za siedzeniem kierowcy, co poprawiało rozkład masy. Karoseria została wykonana z poliestru wzmocnionego włóknem szklanym.
Początkowo wprowadzono serię testową pięciu samochodów. Od początku samochód poddany był licznym modyfikacjom (m.in. tylny spojler i dyfuzor). Samochód był udaną konstrukcją, toteż do końca lat 80. prawie cała wschodnioniemiecka czołówka używała MT 77.